# Eva Ugalde
Eva Ugalde Álvarez (San Sebastián, 9 de enero de 1973) es una compositora y directora de coros española. Tras estudiar piano, canto, dirección coral y pedagogía en el Conservatorio Superior de San Sebastián; se especializó en la composición de música coral y de pequeño formato. Es profesora de Lenguaje Musical y Coro en el Conservatorio profesional de música Francisco Escudero.

## Biografía
Nació en San Sebastián en 1973. Realizó los estudios de piano, composición, dirección coral y pedagogía en el Conservatorio Superior de San Sebastián. Con veinte años entró en el coro de mujeres Kanta Cantemus Koroa, dirigido por el reconocido compositor Javier Busto, que fue quien la incitó a componer música coral. Sus primeras obras, escritas a finales de los años 90, fueron para voces blancas. No abandonó nunca la composición de este tipo de obras.
La complejidad y densidad armónica de sus piezas, no impide que en su escucha resulten claras y fácilmente inteligibles. Esto se debe en gran medida a que en ellas utiliza un lenguaje principalmente tonal con influencias del jazz y de la música New Age. Sus composiciones han sido obras obligadas en los concursos de coros más acreditados, como el Certamen Internacional de Tolosa o el Certamen de la Canción Marinera de San Vicente de la Barquera.
Ugalde ha formado parte como miembro del jurado en numerosos concursos corales de gran prestigio. Entre los certámenes españoles en los que ha sido jurado se encuentran los de San Vicente de la Barquera, La Antigua en Zumárraga (ya desaparecido) o el Gran Premio Nacional de Canto Coral en Ejea de los Caballeros, Gijón y Valladolid. También en concursos internacionales como el European Award for Choral Composers, Concorso Internazionale di Composizione “Guido d’Arezzo” (Florencia), Festivale Internazionale “Leonardo da Vinci”, Choir Festival “Johannes Brahms” (Wernigerode) o el Festival Internacional de Coros Femeninos en Latinoamérica (Puerto Madryn). Además, ha recibido numerosos premios de composición y su música ha llegado a países como Estados Unidos, Japón, Canadá o Suecia.
En los últimos años ha fomentado su faceta pedagógica impartiendo clases magistrales, dando cursos y participando como ponente en diversos seminarios. Sus clases magistrales versan sobre su propia obra y entre ellas destacan las impartidas en Jaca (Pyrenaeum Música) y en Cassano-Magnano (Movincanto). En cuanto a los cursos de composición coral, ha participado en FENIARCO Seminario Europeo Per Compositori (Aosta) y en el FICFE (Puerto Madryn). Asimismo, en su labor como ponente, cabe mencionar la conferencia La composición desde una óptica femenina para la Universidad de Valencia o CompositorAs, la historia invisible" para el FICFE. Estas ponencias son ejemplo de su interés en la difusión de obras compuestas por mujeres. 
Como directora, fue invitada en 2015 a Nyiregyhaza (Hungría) para trabajar y dirigir sus propias obras con el Coro Femenino Cantemus del Instituto Kodaly, uno de los más prestigiosos en su disciplina y que habitualmente está dirigido por Dénes Szabó. Su faceta como coralista (contralto) se ha desarrollado en el coro de mujeres Kanta Cantemus Koroa, a las órdenes de Javier Busto; y el grupo mixto Kup Taldea, dirigido por Gabriel Baltés. Es profesora de Lenguaje Musical y Coro en el Conservatorio profesional de música Francisco Escudero.
Sus composiciones forman parte del repertorio de numerosos grupos vocales y muchas de ellas han sido grabadas. Se pueden escuchar la mayoría en plataformas de streaming.

## Obras
- 1998 Ave Maria (SAA).[3]
- 1999 Tximeletak (SSA, piano): obra obligada en el Certamen Coral de Tolosa en la edición de 2001. El texto es un poema de Bernardo Atxaga titulado “Tximeleta reggae”.
- 2001 Uraren Besotik (SAA): texto de Josune López.
- 2002 Miserere (SAA): seleccionada como Favorita del corazón de agosto 2011 en el portal Musica International. Obra obligada en el Certamen Coral de Tolosa en la edición de 2006. En homenaje a las víctimas de las guerras.
- 2002 Hitz jolasak (SA): texto de Joxantonio Ormazabal.
- 2002 Kixmi (SA): obra encargo de la Federación de coros de Gipuzkoa. Texto de Juan Manuel Etxebarria.
- 2002 Annabel Lee (SAA, piano): texto de Edgar Allan Poe.
- 2004 Iratxoa (SA, piano): texto de Joxantonio Ormazabal.
- 2005 Neguan (SSAA).
- 2006 Sakura (SA, piano): obra editada con la colaboración del departamento de Cultura del Gobierno Vasco. Compuesta sobre una melodía popular japonesa.
- 2007 Dizdizka zeruan (SSAA, piano): obra obligada en el Certamen Coral de Tolosa en la edición de 2010.
- 2007 Ave Maris Stella (SSAA).
- 2007 Iratxoa: versión para orquesta.
- 2008 Xirmi, xarma (SATB): obra editada con la colaboración del departamento de Cultura del Gobierno Vasco. Texto de Josune López.
- 2011 Kamelia hostoen dizdira (SSA): obra editada con la colaboración del departamento de Cultura del Gobierno Vasco. Texto de Josune López.
- 2011 Kuku Ué (SA, percusión, piano).
- 2012 Miserere (TBarB): versión para voces graves.
- 2012 Ave Maris Stella (TTBB): versión para voces graves.
- 2012 Begi Urdin (SATB): obra encargo para el canto común del XIV Certamen Coral "Antigua Abesbatzak".
- 2012 Dizdizka zeruan (V. SATB).
- 2013 Zerupeko izar (SATB): obra editada con la colaboración del departamento de Cultura del Gobierno Vasco. Texto de Urko Bilbao.
- 2014 Senti…miento (SSAA): obra editada con la colaboración del departamento de Cultura del Gobierno Vasco con texto de Josune López.

- 2014 Nicoletta: obra editada con la colaboración del departamento de Cultura del Gobierno Vasco.
- 2016 Bizitzaren basoan (SSAA): obra obligada en el Certamen Coral de Tolosa en la edición de 2020. Texto de Josune López.
- 2018 Dos danzas de Sariñena (SATB): obra obligada del XLVIII Certamen Coral de Ejea de los Caballeros.